# Гусейнов, Абунавас Нуридинович
Абунавас Нуридинович Гусейнов (28 октября 1939, Какаюрт, Кумторкалинский район, Дагестанская АССР, РСФСР, СССР ) — советский театральный деятель. Директор Аварского музыкально-драматического театра имени Гамзата Цадасы (1975—1978).

## Биография
Родился 28 октября 1939 года в семье крестьянина в Какаюрте, куда его дед Гусейн был направлен имамом мечети в начале XX века. Является выходцем из села Чиркей.. Мать Айшат вырастила пятерых детей, среди которых Абунавас был четвёртым. Отец Нуридин был участником ВОВ, погиб в 1942 году в Сталинградской битве. В воспитании Абунаваса большую роль сыграла его бабушка Аймесе, которая умерла в возрасте 110 лет в 1963 году, у неё он унаследовал набожность, интерес к истории и фольклору. В 1946 году Абунавас пошёл в подготовительный класс какаюртовской начальной школы. В 1955 году, окончив семилетнюю школу, Абунавас поступил в Буйнакское педагогическое училище им. Омара Чохского. Во время учёбы в училище, занимался классической борьбой под руководством тренера Магомеда Рамазанова. В 1959 году окончил педагогическое училище, устроился на работу помощником режиссёра в Аварский музыкально-драматический театр. В 1960 году в составе Аварского муздрамтеатра принимал участие на Декаде театрального искусства в Москве. В том же 1960 году по направлению Министерства культуры Дагестанской АССР поступил в Грузинский государственный театральный институт им. Шота Руставели, где учился в аварской актёрской группе. В 1964 году, с отличием окончив театральный институт им. Шота Руставели, он вернулся в Буйнакске в родной Аварский театр. В 1965 году поступил ГИТИС в Москву на факультет музыкальной режиссуры, где был учеником Бориса Покровского. В 1970 году Гусейнов защитил диплом, представив спектакль в Аварском театре. После окончания ГИТИСа продолжал работать в Аварском театре. В 1974 году за постановку спектакля «Махмуд из Кахабросо» он  был удостоен премии имени Гамзата Цадасы. В 1975 году был назначен директором Аварского театра, в должности проработал до 1978 года. После в его трудовой биографии была работа директором кинотеатра «Дружба», затем — директором школы № 48 в пос. Новый Кяхулай, в которой он проработал 11 лет.

## Избранные театральные постановки
- «Махмуд из Кахабросо» (1971–1972);
- «Камень счастья» (1972);
- «Бывает и так» (1972–1973);
- «Камалил Башир» (1974);
- «Жених сбежал»;
- «Зятья».

## Автор книг
- «Чираг»

## Звания и награды
- Заслуженный деятель искусств Республики Дагестан (2010);